# Life Before Man
Life Before Man és una novel·la de l'escriptora canadenca Margaret Atwood. Va ser publicada originalment el 1979. Aquesta novel·la va ser finalista del Premi del Governor General al Mèrit Literari (atorgat pel Consell de les Arts canadenc).

## Argument
La novel·la té tres personatges principals: Nate, Elizabeth i Lesje. Nate i Elizabeth són una parella infeliçment casada, amb el marit i la dona involucrats en afers extramatrimonials. Lesje, pronunciat "Lashia", és l'amant de Nate de l'ascendència mixta ( ucraïnesa i jueva ) i treballa juntament amb la seva dona al departament de paleontologia del Royal Ontario Museum de Toronto com a paleontòleg fascinat pels dinosaures, donant el títol al llibre. Tant el museu com la ciutat es descriuen al llibre amb gran detall i són reconeixibles immediatament. L'autora també presta molta atenció a la recerca d'identitat de Lesje; les seves arrels ètniques mixtes la van causar en el passat i continuen causant-li una angoixa considerable. Elizabeth, diu que s'ha inspirat en Shirley Gibson, exdona de la parella d'Atwood, Grae, també  s'ha suïcidat recentment. Els tres personatges principals de la novel·la influeixen en la narració, amb cada capítol que presenta esdeveniments des de la perspectiva d'un personatge en particular.

## Crítica
L'autora feminista Marilyn French va donar a la novel·la una crítica positiva al New York Times, qualificant-la d'"obra esplèndida i totalment integrada".